# SV DOSKO in het seizoen 1957/58
Het seizoen 1957/1958 was het derde jaar in het bestaan van de Bergen op Zoomse betaaldvoetbalclub DOSKO. De club kwam uit in de Tweede divisie A en eindigde daarin op de 13e plaats. Tevens deed de club mee aan het toernooi om de KNVB beker, hierin werd in de vierde ronde verloren van MVV (1–2).

## Wedstrijdstatistieken

### Tweede divisie A
|       | Baronie | DHC   | EBOH  | Emma  | 't Gooi | Hilversum | LONGA | ONA   | UVS   | De Valk | Wilhelmina | Zeist | ZFC   |
| ----- | ------- | ----- | ----- | ----- | ------- | --------- | ----- | ----- | ----- | ------- | ---------- | ----- | ----- |
| Thuis | 5 – 3   | 3 – 1 | 3 – 4 | 2 – 1 | 2 – 3   | 0 – 3     | 1 – 3 | 3 – 0 | 0 – 1 | 2 – 4   | 1 – 3      | 3 – 4 | 1 – 3 |
| Uit   | 1 – 2   | 0 – 0 | 2 – 1 | 4 – 4 | 4 – 0   | 4 – 1     | 2 – 1 | 2 – 6 | 2 – 2 | 3 – 3   | 4 – 2      | 2 – 1 | 1 – 0 |

### KNVB beker
| 1e ronde                                          | DOSKO                                                      | 3 – 2 (1 – 1) | Gilze                                             |
| 26 december 1957 Plaats: Bergen op Zoom Rozenoord | Rinus Bennaars Christ Machielsen Jacques Schuurbiers       |               | –' (pen.) Henk Faes –' (pen.) Jan van de Watering |
| 2e ronde                                          | DOSKO                                                      | 1 – 0 (1 – 0) | Willem II                                         |
| 12 april 1958 Plaats: Bergen op Zoom Rozenoord    | Wim Bennaars 37'                                           |               |                                                   |
| 3e ronde                                          | DOSKO                                                      | 3 – 1 (1 – 0) | NOAD                                              |
| 21 mei 1958 Plaats: Bergen op Zoom Rozenoord      | Christ Machielsen 7' Piet Vonk 53' Jacques Schuurbiers 87' |               | 80' Tini van Osch                                 |
| 4e ronde                                          | DOSKO                                                      | 1 – 2 (0 – 1) | MVV                                               |
| 7 juni 1958 Plaats: Bergen op Zoom Rozenoord      | Jacques Schuurbiers 69'                                    |               | 7' Georg Hecht 59' Albert Ummels                  |

## Statistieken DOSKO 1957/1958

### Eindstand DOSKO in de Nederlandse Tweede divisie A 1957 / 1958
| Stand | Gespeeld | Gewonnen | Gelijk | Verloren | Punten | Doelpunten voor | Doelpunten tegen |
| ----- | -------- | -------- | ------ | -------- | ------ | --------------- | ---------------- |
| 13e   | 26       | 6        | 4      | 16       | 16     | 49              | 64               |

### Topscorers
| #      | Naam                | Goal |
| ------ | ------------------- | ---- |
| 1.     | Rinus Bennaars      | 18   |
| 2.     | Piet Vonk           | 13   |
| 3.     | Hein Mollen         | 5    |
| 3.     | Christ Machielsen   | 5    |
| 5.     | Wim Bennaars        | 2    |
| 5.     | Leo Keijzer         | 2    |
| 5.     | Schuurbiers         | 2    |
| 8.     | Piet Lambrechts     | 1    |
| 8.     | Jan van de Watering | 1    |
| Totaal | Totaal              | 49   |

| #      | Naam                | Goal |
| ------ | ------------------- | ---- |
| 1.     | Jacques Schuurbiers | 3    |
| 2.     | Christ Machielsen   | 2    |
| 3.     | Rinus Bennaars      | 1    |
| 3.     | Wim Bennaars        | 1    |
| 3.     | Piet Vonk           | 1    |
| Totaal | Totaal              | 8    |